# Chalcosoma chiron
Chalcosoma chiron är en skalbaggsart som beskrevs av Olivier 1789. Chalcosoma chiron ingår i släktet Chalcosoma och familjen Dynastidae. Inga underarter finns listade i Catalogue of Life.

## Bildgalleri

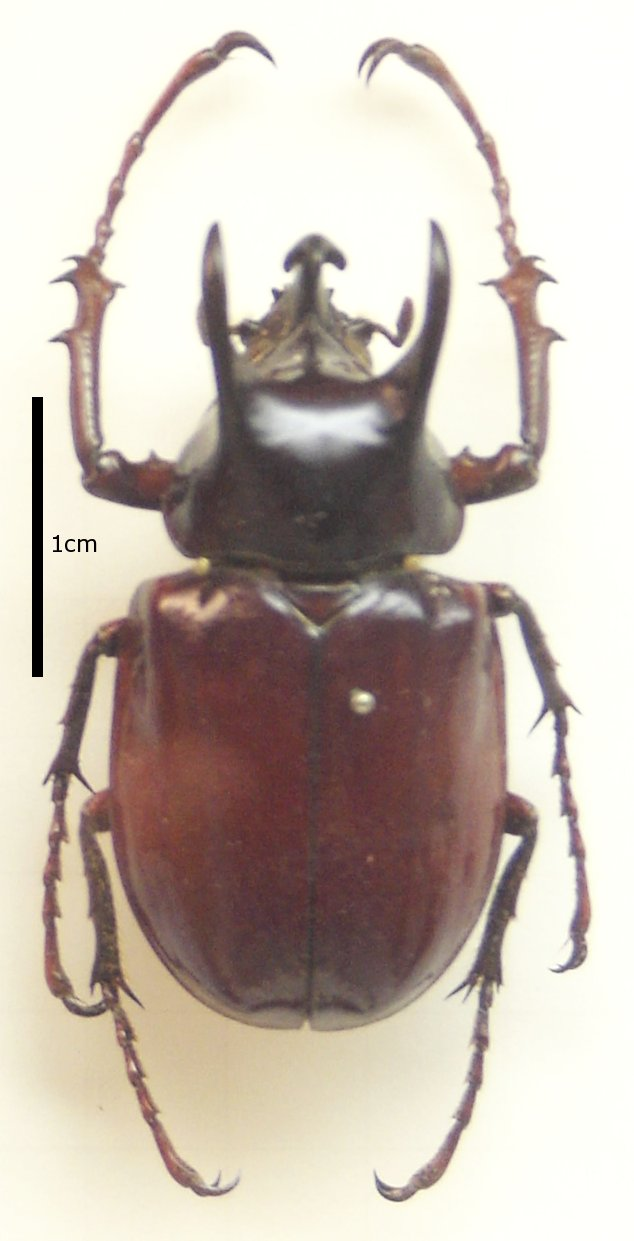